# Horn-Riff
Das Horn-Riff (norwegisch Hornrevet) ist ein vom Meer überspültes Felsenriff im Südatlantik. Es erstreckt sich 500 m südwestlich der Larsøya vor dem südwestlichen Ausläufer der Bouvetinsel. 
Der norwegische Kapitän Harald Horntvedt (1879–1946) kartierte und benannte das Riff im Dezember 1927 bei der Forschungsfahrt mit der Norvegia.